# Erinnyis alope
Erinnyis alope är en fjärilsart som beskrevs av Dru Drury 1773. Erinnyis alope ingår i släktet Erinnyis och familjen svärmare. Inga underarter finns listade i Catalogue of Life.